# NGC 6966
NGC 6966 ist ein Doppelstern im Sternbild Aquarius. Das Objekt wurde am 26. Juli 1865 von Heinrich Louis d’Arrest entdeckt.